# أبو وليد المصري
مصطفى حامد (مواليد مارس 1945 في الإسكندرية، مصر)، المعروف أيضا باسم أبي وليد المصري وهاشم المكي، صحفي قاتل في الثمانينيات كمتطوع للجهاد خلال الحرب السوفيتية الأفغانية. وبحسب ما ورد كان مستشارًا لتنظيم القاعدة ودرّس في معسكر تدريب الفاروق في التسعينيات. شغل منصب رئيس مكتب في أفغانستان لقناة الجزيرة من 1998-2001، قبل أن يغادر إلى إيران.
تم اعتقاله عام 2003 ووضعه قيد الإقامة الجبرية لمدة ثماني سنوات. أطلق سراحه عام 2011 وعاد إلى مصر بعد ثورتها.

## الحياة الشخصية
ولد مصطفى حامد عام 1945 في مدينة الإسكندرية، مصر. أصبح صحفيا أثناء إقامته في كابول، أفغانستان، تزوج مصطفى حامد من ربيعة هاتشينسون الأسترالية التي اعتنقت الإسلام في كابول، كان يُنظر إلى هاتشينسون على معرفتها الطبية.

## أنشطة
بعد غزو السوفييت لأفغانستان، في سن الأربعين تقريبًا، ذهب إلى هناك للقتال كمتطوع للجهاد، إلى جانب العديد من الرجال الآخرين من الشرق الأوسط، الذين أصبحوا يعرفون باسم «الأفغان العرب». خلال الثمانينيات، قدمت الولايات المتحدة بعض الدعم لمقاومة المجاهدين للاتحاد السوفيتي، في المقام الأول من خلال وكالة المخابرات المركزية. أصبح حامد معروفا بكنيته أبو وليد المصري.
في بداية الحرب السوفيتية الأفغانية، التقى بجلال الدين حقاني عام 1979 وعمل معه فيما بعد من عام 1980 حتى عام 1992. في عام 1986 التقى أيمن الظواهري في بيشاور. في عام 1988 التقى بأسامة بن لادن وظل صديقًا له حتى وفاته عام 2011. في عام 1993، ذهب إلى خوست حيث عاش ودرب المجاهدين.
أثناء الحرب السوفيتية الأفغانية، عمل المصري أيضًا كصحفي في جريدة الاتحاد الإخبارية. وبحسب ما ورد عمل كمستشار أول في معسكر الفاروق التدريبي لبعض الوقت في منتصف التسعينيات. كان هذا خلال الفترة التي تنافست فيها الجماعات العرقية وأمراء الحرب على السلطة في أفغانستان بعد انسحاب الاتحاد السوفيتي. بحلول عام 1996، برزت طالبان في السيطرة على جزء كبير من البلاد. وقد وُصف المصري بأنه زعيم أو مستشار لتنظيم القاعدة، ومقرها في أفغانستان حينها ومرتبط بمعسكر الفاروق، رغم أنه أنكر ذلك.
في عام 1996، سافر إلى الخرطوم بالسودان وعاش هناك مع بن لادن لبضعة أشهر قبل أن يعودوا إلى جلال آباد في أفغانستان. في عام 1997، كان من أوائل من بايعوا الملا عمر بصفته أمير المؤمنين.
من 1998-2001، خلال السنوات الأخيرة من حكم طالبان في أفغانستان، شغل المصري منصب رئيس مكتب قناة الجزيرة في قندهار بأفغانستان. بعد هجمات 11 سبتمبر في الولايات المتحدة، تعرضت أفغانستان لهجوم من قبل القوات التي تقودها الولايات المتحدة، بما في ذلك تحالف الشمال الأفغاني، خلال عملية الحرية الدائمة التي بدأت في خريف عام 2001.
غادر المصري مدينة هراة الأفغانية وعبر إلى إيران. تم اعتقاله من قبل الشرطة وحكم عليه بالاقامة الجبرية. أمضى معظم العقد التالي في هذا الاحتجاز.
في 31 ديسمبر 2010، نشر المصري سلسلة من الرسائل على الإنترنت، قدمها على أنها «خمس مقالات مليئة بالصراحة والحماسة، أرسلها إليّ أحد الإخوة في الجهاد، وهو رفيق سلاح قديم من أفغانستان». يعتقد أن هذه كتبها قائد في تنظيم القاعدة سيف العدل. تناقش الرسائل الجهاد الحالي في أفغانستان، وتحتوي على انتقادات بناءة للمجاهدين وعلماء المسلمين وتجادل بأن الحركة الجهادية بحاجة إلى الاعتراف بأخطائها والتعلم منها. تم نشر خمس رسائل إضافية، يُزعم أنها من سيف العدل، في 23 مارس 2011،[بحاجة لمصدر أفضل] تغطية انتفاضات الربيع العربي.
في عام 2011، أطلقت إيران سراح المصري. عاد إلى مصر بعد الثورة المصرية 2011. هناك تم أستضافته من قبل ليا فارال، الباحثة الأسترالية في مكافحة الإرهاب، التي نشرت مقالًا عنه في مجلة أتلانتيك في عام 2011، وصف فيه وجهة نظره في سياسة إيران في أفغانستان.
في عام 2015 نشر المصري وفارال كتاب «العرب في حرب في أفغانستان».
منذ عام 2009، يدير المصري موقعًا إلكترونيًا باسم «مافا». منذ مغادرته قطر في عام 2016 عاد للعيش في طهران، إيران. وكان بارزا في مناقشة وفضح العلاقة التي حافظت عليها تنظيم القاعدة مع إيران، قائلا «بالطبع هناك علاقات بين إيران وتنظيم القاعدة. . . كل هذا دعا إلى علاقات حسن الجوار والتعاون مع إيران لحل سوء التفاهم».